# Wesenbergia problematica
Wesenbergia problematica är en ringmaskart som först beskrevs av Elise Wesenberg-Lund 1950.  Wesenbergia problematica ingår i släktet Wesenbergia och familjen Hesionidae. Arten har ej påträffats i Sverige. Inga underarter finns listade i Catalogue of Life.